# Мухортов, Павел Петрович
Павел Петрович Мухортов (род. 11 марта 1966) — космонавт-исследователь, популярный в конце XX в. рижский журналист, писатель-эссеист. Молёбская аномальная зона стала известна под именем М-ский треугольник после нашумевших в стране и за рубежом серии материалов П. Мухортова «М-ский треугольник или Чужие здесь не ходят». Автор книг «М-ский треугольник или Чужие здесь не ходят» 1990 г., «Мы все в этом мире пришельцы» 1989 года, «В паутине времени» 2020 г. и других рассказов и повестей.

## Биография
Среднюю школу № 167 г. Куйбышева (Самара) окончил в 1983 году. В 1983 году поступил и в 1987 году окончил Львовское высшее военно-политическое училище (Ордена Красной звезды) по специальности журналист. Получил воинское звание лейтенант. Член Союза журналистов СССР.
В 1990—1992 гг. в числе шести кандидатов на полет первого журналиста в космос, отобранных по программе «Космос-детям» для командировки на космическую станцию Мир (орбитальная станция), прошел общекосмическую подготовку в Отряде космонавтов СССР в Звездном городке. Удостоверение космонавта № 152 от 7 февраля 1992 года. Из-за развала СССР и связанных с этим финансовых проблем в государстве полет не состоялся.
В 2004 окончил аспирантуру во Всероссийском центре уровня жизни (Всероссийский центр уровня жизни) при Министерстве Труда РФ и защитил диссертацию. Кандидат экономических наук.

### Профессиональная деятельность
1987—1988 гг. Корреспондент-организатор газеты дивизии Среднеазиатского Военного округа, пгт. Гвардейский Джамбульской области Казахской ССР. В 1988 году уволен в запас.
1988—1989 гг. работал корреспондентом на Латвийском радио и в газетах «Рыбак Латвии» и «За Родину» (ПрибВО СССР).
1989—1994 гг. редакция Советская молодёжь (газета, Латвия) и «СМ-Сегодня».
1991—1992 гг. был в штате газеты «Деловой Мир» и в информационном агентстве «Интерфакс».
1990 −1991 гг. основал и выпускал ежемесячный альманах «М-ский треугольник».
С середины 90-х годов занимается предпринимательской деятельностью в сфере недвижимости, девелопмента, строительства, складской логистики и торговли.
Изобретатель и производитель хелперов — компактных самоспасателей для безопасности в воде под собственной торговой маркой Хелпер (Helper и Aquahelper).

### Общественная деятельность
В 1999 году как независимый кандидат избирался в Государственную Думу РФ по Одномандатному избирательному Округу в г. Петропавловске Камчатском. Набрал менее 1 % голосов избирателей.

### Личная жизнь
Женат. Есть дети и внуки. Проживает в Москве.

## Публикации
«М-ский треугольник или Чужие здесь не ходят» (Москва Издательство Всесоюзного заочного политехнического института 1990) ISBN 5-7045-0201-6
«Мы все в этом мире пришельцы» (Москва 1989) ISBN 5-89333-014-5
«В паутине времени» (Издательские решения По лицензии Ridero 2020 ISBN 978-5-4498-0847-9)
Сборник рассказов и повестей, написанный во время обучения в военном училище в соавторстве с Эдуардом Комиссаровым «Неопубликованное» и сборник ранних стихов и рассказов «Всякая всячина» ISBN 5-89333-009-9
«Дуракаваляние, или пробы пера» (Издательские решения По лицензии Ridero 2024 ISBN 978-5-00-629391-5)
Есть отдельные рассказы, размещенные на различных ресурсах в интернете.